# Anden-Makibär
Der Anden-Makibär (Bassaricyon neblina), auch als Olinguito (Kleiner Makibär, von spanisch Olingo für Makibär) bezeichnet, zählt, ebenso wie der Waschbär und der Nasenbär, zu den Kleinbären.
Der Anden-Makibärder zählt zur Gattung der Makibären (Bassaricyon) und ist nahe mit dem Makibär (Bassaricyon alleni) verwandt, unterscheidet sich jedoch genetisch von dieser Art. Der Anden-Makibär wurde erst 2006 vom US-amerikanischen Zoologen Kristofer Helgen als eigenständige Art erkannt und 2013 erstmals wissenschaftlich beschrieben. Sein Verbreitungsgebiet sind die Anden in Ecuador und Kolumbien.

## Merkmale
Der Anden-Makibär erreicht eine Größe von 32 bis 40 cm, eine Schwanzlänge von 33 bis 43 cm und ein Gewicht von 0,75 bis 1,1 kg. Er ähnelt allgemein dem Makibären, ist jedoch kleiner und hat ein längeres, dichteres und lebhafter gefärbtes Fell. In Ecuador haben die Makibären ein hellbraunes Fell mit schwarzen Spitzen. In Kolumbien sind die Tiere rötlichbraun. Der Schwanz ist nicht auffällig geringelt. Bei gutem Licht ist das Ringelmuster jedoch manchmal zu sehen. Der Anden-Makibär hat ein Zitzenpaar und zieht nur ein Junges auf einmal auf.

## Unterarten und ihre Verbreitung

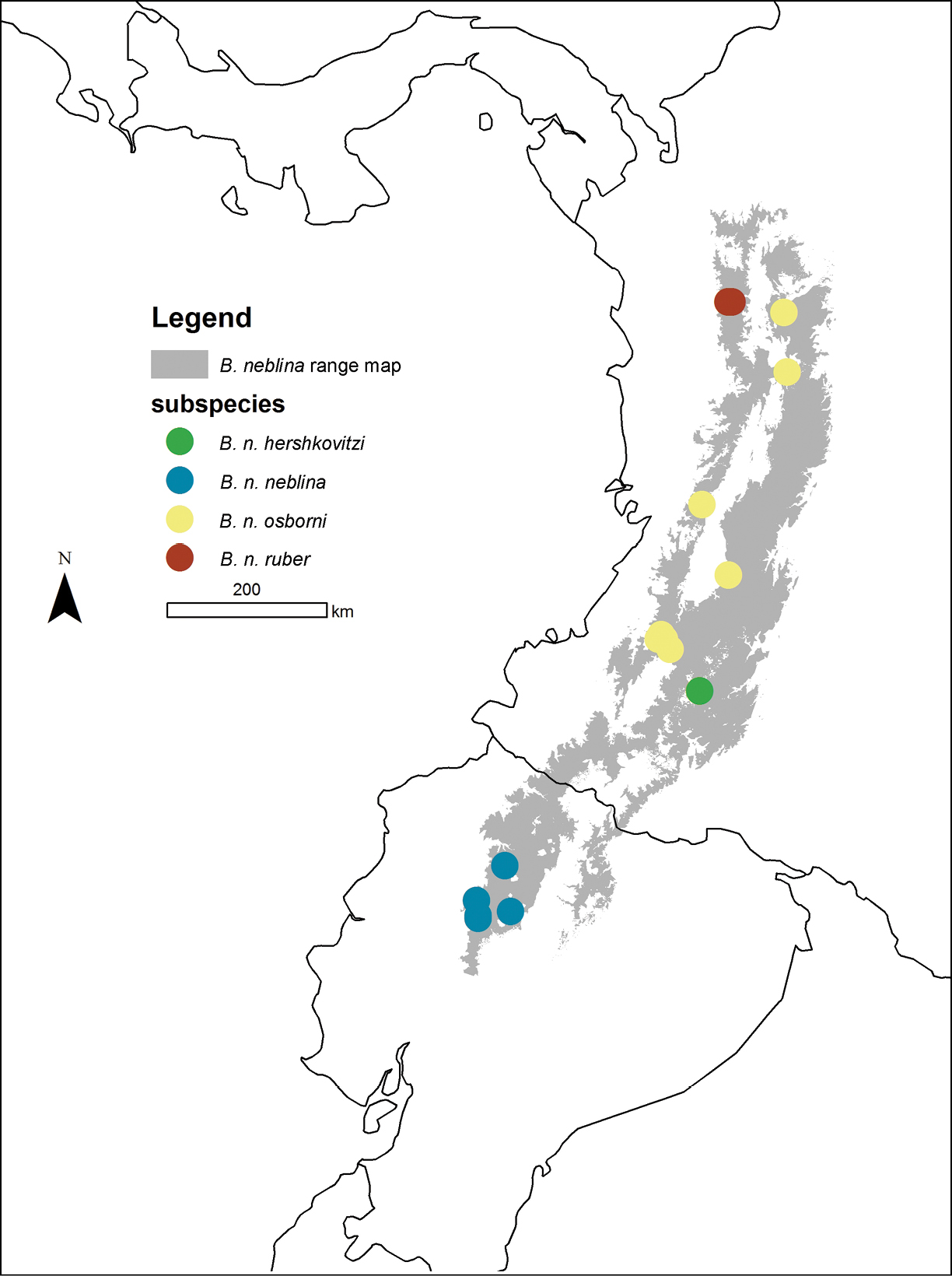
Verbreitungsgebiet (Kolumbien, darunter Ecuador) des Anden-Makibären mit Nachweismarkierungen der vier Unterarten

Es werden die vier Unterarten Bassaricyon neblina neblina, B. n. osborni, B. n. hershkovitzi und B. n. ruber unterschieden. Ein Weibchen der Nominatform wurde 1923 von George Henry Hamilton Tate in 2130 m Höhe bei Las Máquinas in der Provinz Pichincha in Ecuador erlegt und befindet sich im American Museum of Natural History in New York City. Das Exemplar, das zuvor für einen Makibären gehalten wurde, ist seit 2013 das Typusexemplar dieser Art. Weitere Exemplare der Nominatform wurden 2006 von Kristofer Helgen und Miguel Pinto in der Provinz Cotopaxi in Höhenlagen von 1800 m, 2100 m, 2260 m und 2300 m entdeckt und gesammelt. Die anderen drei Unterarten stammen aus verschiedenen Regionen der kolumbianischen Anden. B. n. osborni kommt an den Osthängen der Westanden und der Zentralanden, B. n. hershkovitzi an den Osthängen der Zentralanden und B. n. ruber an den Westhängen der Westanden in Kolumbien vor.

## Lebensraum
Der Lebensraum des Anden-Makibären umfasst Wolken- und Nebelwälder der nördlichen Anden in Kolumbien und Ecuador, in 1500 bis 2750 Metern Höhe, während die anderen Makibären (Olingos) lediglich in Höhenlagen bis zu 2000 m vorkommen.

## Lebensweise
Die Lebensweise des Anden-Makibären ist bisher nur wenig erforscht. Er ist nachtaktiv und baumbewohnend. Die Art ernährt sich omnivor; meist besteht die Nahrung aus Früchten, insbesondere aus Wildfeigen, aber auch aus Nektar und Insekten.

## Status
Der Anden-Makibär ist gegenwärtig nicht von der IUCN erfasst. Eine unmittelbare Gefährdung geht jedoch von der Entwaldung aus, von der bereits 40 Prozent seines mutmaßlichen Verbreitungsgebietes betroffen sind.

## Entdeckungsgeschichte
Der Entdeckung des Anden-Makibären geht eine jahrzehntelange Verwechslung mit dem Makibären voraus. 1923 erstmals gefangen, erkannte Kristofer Helgen 2006 durch die Überprüfung von aus Kolumbien stammenden Museumsexemplaren, dass sich der Anden-Makibär vor allem durch seine Größe sowie durch einen kleineren und anders geformten Schädel und ein dichteres Fell vom Makibären unterscheidet. Im selben Jahr reiste Helgen in die Provinz Cotopaxi in Ecuador, wo er weitere Exemplare dieser Art fangen konnte, die sich heute im Field Museum of Natural History in Chicago befinden. Eine DNA-Analyse, die Helgen am 15. August 2013 im Journal ZooKeys publizierte, erbrachte schließlich den Nachweis, dass es sich beim Anden-Makibären tatsächlich um eine neu entdeckte Art handelt. Weiter wurde bekannt, dass ein Weibchen namens Ringerl, das bis zu seinem Tod im Jahr 1976 im Smithsonian National Zoological Park in Washington, D.C. lebte, ebenfalls ein Anden-Makibär war und nicht, wie zunächst angenommen, ein Makibär. Paarungen zwischen Ringerl und Makibärmännchen in den Zoos von Louisville (Kentucky), Tucson, Salt Lake City, Washington D. C. und New York City waren zudem fehlgeschlagen. 2009 wurde das Taxon als unbenannte Art (Bassaricyon n. sp.) im Handbook of the Mammals of the World kurz beschrieben. Es ist die erste neu entdeckte Raubtierart in der Westlichen Hemisphäre seit dem Kolumbianischen Wiesel (Mustela felipei) im Jahr 1978.